# Counter-Strike: Condition Zero
Counter-Strike: Condition Zero é um jogo da série Counter Strike desenvolvido pela Valve Corporation, Gearbox Software, Turtle Rock Studios e Ritual Entertainment.
Codition Zero é a sequela direta de Counter Strike, possuindo gráficos melhorados, bots com inteligência aprimorada, e um novo modo de jogo singleplayer que inclui missões, como "Matar 30 inimigos com bullpup" ou "Salvar 4 reféns". O jogo passou por várias fases de desenvolvimento envolvendo vários estúdios.

## Desenvolvimento
A Valve queria uma sequela para Counter-Strike. Após negociações e acordos com a Gearbox Software (autora das expansões de Half-Life) o jogo começou a ser desenvolvido. Em desenvolvimento a Gearbox adicionou gráficos mais aprimorados e Alpha-Bleding ao motor gráfico. Todavia, devido a vários atrasos no desenvolvimento, em 2002 o projeto passou para a Ritual Entertainment.
A Ritual refez inteiramente o jogo, adicionando 20 missões com uma história não conectada entre si, eles aprimoraram ainda mais a inteligência artificial do jogo que era previsto para ser lançado em 2003 com um modo de multijogador secundário, e desenvolvido ao mesmo tempo que faziam a versão de Xbox.
Porém, a Valve analisou o jogo que a Ritual Estava fazendo e analisou com a crítica de que o jogo não mantinha a essência de Counter-Strike e as notas da crítica que variavam entre 60%, e após mesmo declarar que era um jogo "Ouro" ela removeu o status de "Ouro" e o trabalho em Codition Zero recomeçou do zero. Toda a parte de desenvolvimento da Ritual foi tomado e passado para o recente formado estúdio Turtle Rock Studios, que facilmente recomeçou a fazer o jogo de onde a Gearbox parou, o jogo final ficou idêntico ao projeto que a Gearbox tinha em mente.

## Deleted Scenes
Os vestígios que restaram da etapa de desenvolvimento da Ritual Entertainment em Condition Zero não foram descartados. Pelo contrário, a Valve os compilou e eles se tornaram uma espécie de bônus para os compradores de Condition Zero, ou de consolo para os que esperavam ver algo radicalmente diferente na continuação.
O jogo Deleted Scenes reúne missões dos projetos que foram abortadas durante a produção de Condition Zero. Em uma das fases, o helicóptero do jogador é abatido e ele precisa se virar aniquilando todos os inimigos.
Por se tratar de um material inacabado, o modo Deleted Scenes contém uma série de erros e falhas, mas vale a pena ser visto e, mais do que isso, mostra que a decisão da Valve de manter o estilo consagrado por Counter-Strike, pelo menos dentro dessas circunstâncias, foi acertada: se Condition Zero fosse o que se vê em Deleted Scenes, talvez não teria tanto sucesso.